# Noblesse des Pays-Bas

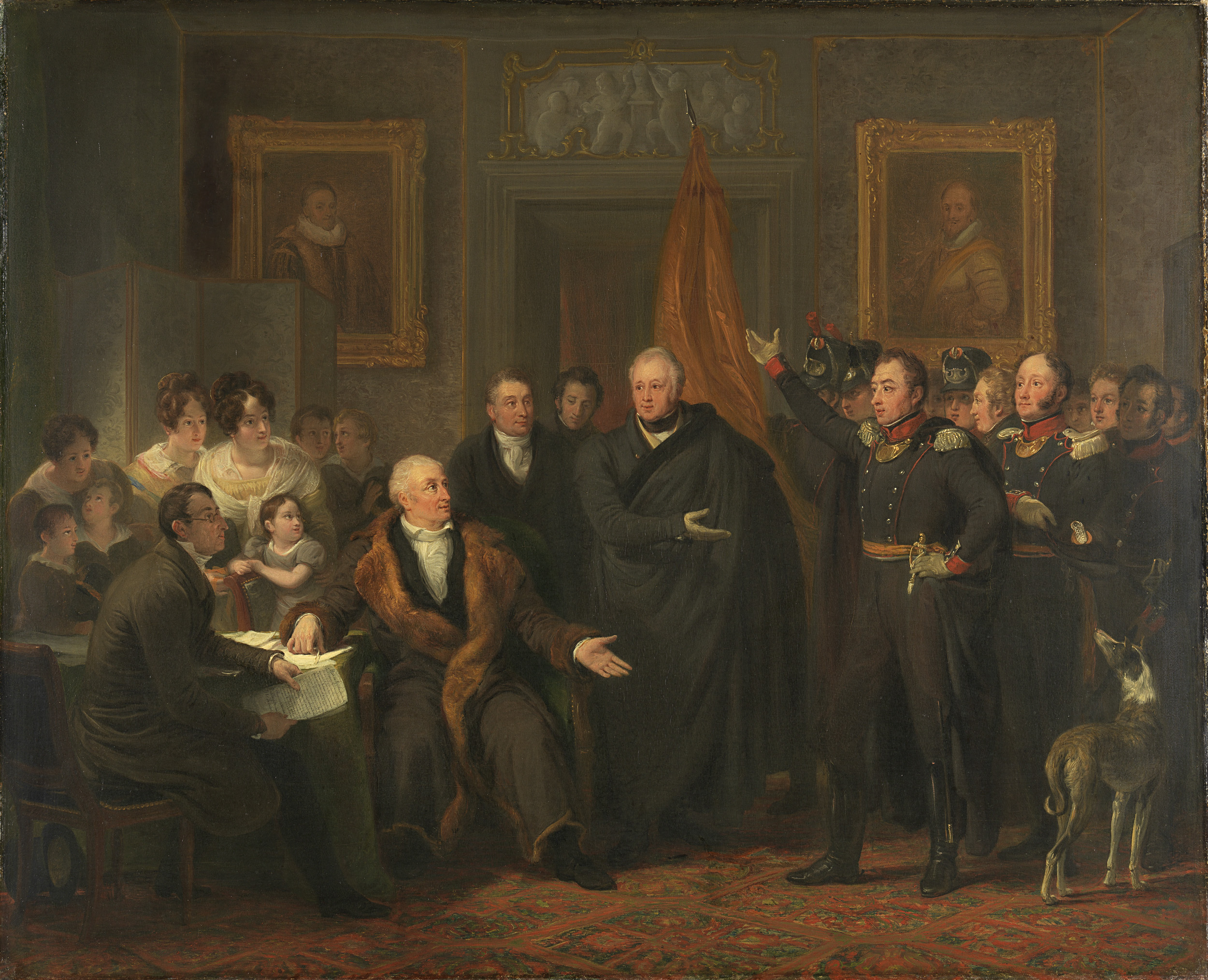
Le Triumvirat ou Driemanschap.

La noblesse des Pays-Bas est règlementée par la loi entrée en vigueur le 1er août 1994. La loi est supervisée par la Haute Cour de la Noblesse, une institution d'état officielle du Royaume des Pays-Bas.

## Historique
Durant la période allant de 1581 à 1795, alors que les Pays-Bas étaient une République (la République des Sept Provinces Unies), la noblesse originelle conserva sa portée constitutionnelle. Dans chaque province, la noblesse était organisée en Chevaleries qui étaient représentées dans les États Provinciaux. En 1795, après la Révolution batave, ces conditions furent abolies et par suite, la noblesse avec elles.
Avec la mise en place de la Principauté souveraine des Pays-Bas Unis en 1813, les droits de la noblesse furent restaurés et la pairie retrouva des statuts officiels. La Constitution établit que la noblesse serait conférée par le roi et les modalités de l'anoblissement furent arrêtées par Décret Souverain no 60, signé le 13 février 1815. Au début, cela concernait la nomination dans les ordres de chevalerie rétablis, mais après plusieurs années, l'exclusivité devint la reconnaissance, l'intégration ou l'élévation. Ces termes concernent la reconnaissance des titres originels existant avant 1795, l'intégration de titres nobiliaires d'origine étrangère et l'élévation lorsqu'un nouveau titre était créé. Les collèges électoraux pour l'élection (au suffrage indirect) du Sénat et de la Seconde Chambre des États Généraux étaient composés des Chevaleries, entre autres. En 1814, Guillaume Ier créa le Haut Conseil de la Noblesse lequel l'aiderait en tant que son conseiller à reconstruire une noblesse forte. À partir de ce moment, de nouveaux membres de chevalerie seront recrutés dans les familles régentes. Le Conseil commença à tenir le registre de noblesse, le filiatieregister.
Par l'amendement constitutionnel de 1848, la société féodale fut abolie et le rôle constitutionnel de la noblesse connut à nouveau une fin. Le seul privilège légal que gardait la noblesse fut celui de conserver le droit à un prédicat nobiliaire ou au titre. En 1994, l'article constitutionnel fut remplacé par une Loi Nobiliaire distincte codifiant les pratiques existantes. D'après cette loi, la noblesse peut toujours être reconnue selon les trois formes mentionnées ci-avant, bien que les possibilités soient grandement réduites. L'élévation, qui n'avait pas eu lieu depuis 1939 et que le Conseil des Ministres avait pratiquement abolie en 1953, a été limitée à la Maison Royale. La politique gouvernementale s'est concentrée depuis à reconnaître les mérites personnels par l'attribution de décorations royales. Le dernier anoblissement néerlandais concerne la Princesse Máxima, par décret royal du 25 janvier 2002 (Gazette gouvernementale 41) par suite de son mariage avec le Prince d'Orange,.

## Titres
Quelqu'un appartient à la noblesse hollandaise soit lorsqu'il se l'ait vu attribuer par Décret royal ou lorsque son père appartient à la noblesse. Cette noblesse n'est transmise exclusivement que par voie d'héritage mâle, ce qui veut dire que les filles des nobles, bien qu'elles appartiennent à la noblesse, ne peuvent pas en faire hériter leurs enfants. Nous avons vu que la noblesse peut être acquise par la reconnaissance de ses titres originels de noblesse antérieurs à 1795, par l'intégration au vu des titres étrangers de noblesse ou par anoblissement, auquel cas un nouveau titre est créé. 
Il existe sept titres de noblesse. Ce sont : Prince, Duc, Marquis, Comte, Vicomte, Baron et Chevalier. Les gens de la noblesse auquel un titre n'a pas été attribué portent le prédicat de Jonkheer pour les hommes et Jonkvrouw pour les dames.